# Erath (Luisiana)
Erath é uma cidade  localizada no estado americano de Luisiana, na Paróquia de Vermilion.

## Demografia
Segundo o censo americano de 2000, a sua população era de 2187 habitantes.
Em 2006, foi estimada uma população de 2207, um aumento de 20 (0.9%).

## Geografia
De acordo com o United States Census Bureau tem uma área de
3,9 km², dos quais 3,9 km² cobertos por terra e 0,0 km² cobertos por água.

## Localidades na vizinhança
O diagrama seguinte representa as localidades num raio de 24 km ao redor de Erath.